# Felföldi László (püspök)
Felföldi László (Geszteréd, 1961. február 4. –) magyar római katolikus pap, a Pécsi egyházmegye 85. megyés püspöke.

## Élete
Háromgyermekes család fiaként született. Az általános iskolát követően a kecskeméti piarista gimnáziumba járt (1975–1979), majd Nyíregyházán elektroműszerészi végzettséget szerzett (1979–1981). Ezt követően felvételt nyert az Egri főegyházmegye papnövendékei közé; 1981 és 1986 között az egri szemináriumban végezte filozófiai és teológiai tanulmányait.
1986. június 21-én szentelték pappá az Egri főegyházmegye szolgálatára. Újfehértón (1986–1988) és Egerben (1988–1990) szolgált segédlelkészként, majd a Debrecen-Nyíregyházi egyházmegye létrehozása után Nyíregyházán volt segédlelkész (1990–1996). Ezt követően püspöki titkár (1996–1998), irodaigazgató-helyettes (1998–2009), plébános a Debreceni Megtestesülés Plébánián (2003–2017), pasztorális helynök (2003–2015), a debreceni esperesi kerület esperese (2007–2017) volt.
2015-től a Debrecen–Nyíregyházi egyházmegye általános helynöke, 2017-től az Egyházmegyei Lelkipásztori Intézet vezetője, a hitoktatás feladatának és az akolitusok csoportjának koordinátora, valamint a nyíregyházi Magyarok Nagyasszonya-társszékesegyház plébánosa volt.

### Püspöki pályafutása
2020. november 18-án Ferenc pápa pécsi püspökké nevezte ki.
Püspökké szentelésére és beiktatására 2021. január 6-án, Urunk megjelenése (Vízkereszt) ünnepén került sor a Pécsi Székesegyházban. A főszentelő Erdő Péter bíboros, prímás, esztergom-budapesti érsek, a társszentelő Udvardy György veszprémi érsek, addigi pécsi apostoli kormányzó és Bosák Nándor nyugalmazott debrecen-nyíregyházi megyéspüspök volt.

## Díjai, kitüntetései
- pápai káplán (2000)
- címzetes prépost (2011)
- Pro Urbe Debrecen (2013)
- Csáky Imre-díj (2015)
- Geszteréd díszpolgára (2016)
- A Magyar Érdemrend középkeresztje (2022)[2]